# Mariusz Bieniek (samorządowiec)
Mariusz Bieniek (ur. 20 października 1983 w Płocku, zm. 25 sierpnia 2021 tamże) – polski samorządowiec i działacz społeczny. Starosta płocki w latach 2014−2021.

## Życiorys

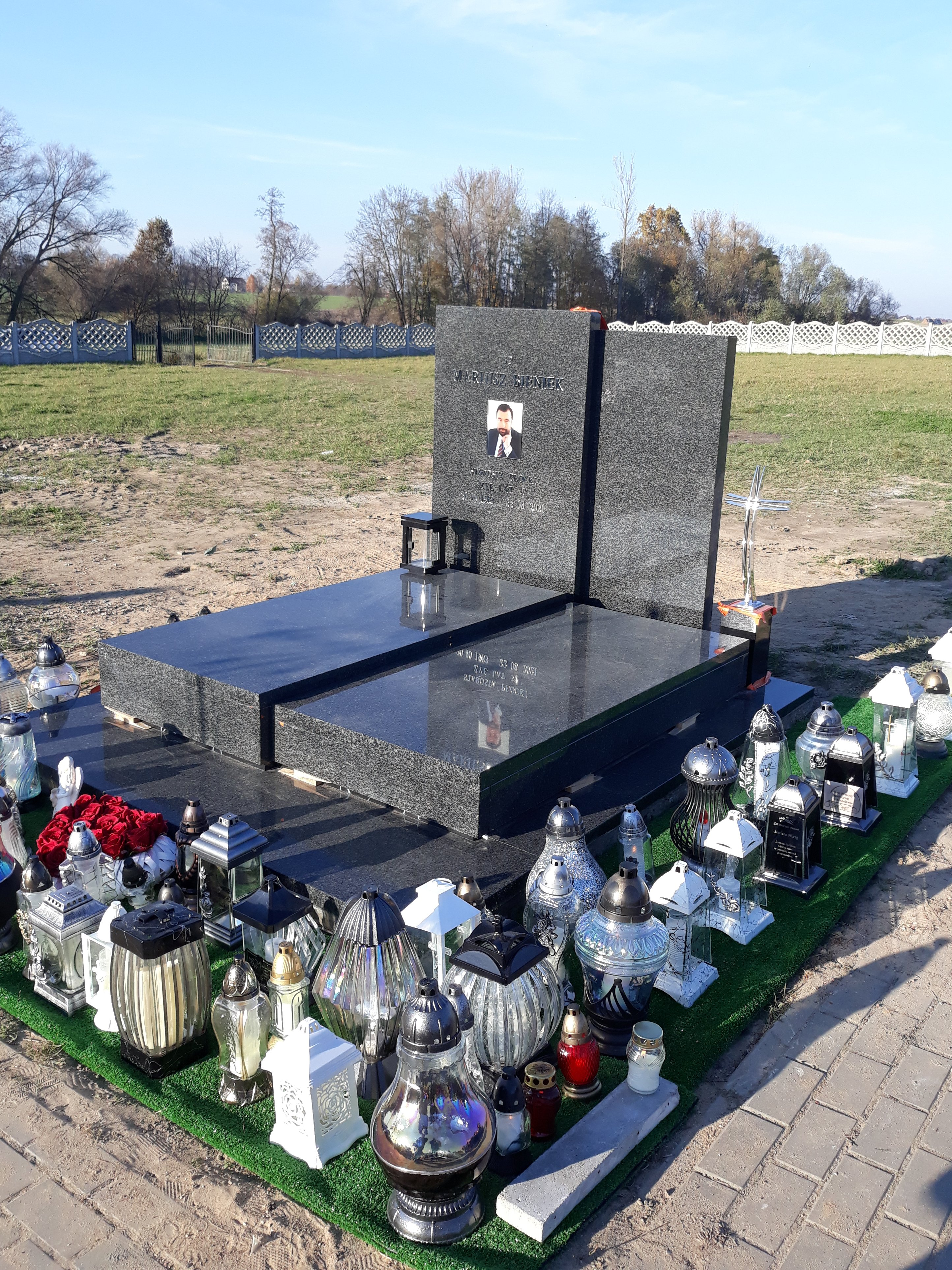
Nagrobek Mariusza Bieńka na cmentarzu parafialnym w Łętowie

W 2002 rozpoczął staż w Urzędzie Gminy w Bodzanowie. Po półtorarocznym stażu został referentem, a po trzech latach kierownikiem Wydziału Rozwoju. Angażował się w działalność LGD „Razem dla Rozwoju”, a od 2006 był prezesem tej organizacji.
W 2007 objął stanowisko wiceburmistrza Wyszogrodu. W 2010 wystartował w wyborach samorządowych na stanowisko burmistrza miasta i wygrał je, zostając najmłodszym burmistrzem w Polsce. W 2014 z sukcesem ubiegał się o reelekcję, zrezygnował jednak ze stanowiska po tym, jak rada powiatu wybrała go na stanowisko starosty płockiego.
Wieczorem 22 sierpnia wypadł z łodzi na Wiśle i nie wyszedł na brzeg. Jego ciało odnaleziono trzy dni później na Wiśle w Płocku.
2 września odbyła się żałobna msza święta w płockiej katedrze, a następnie ciało samorządowca zostało pochowane w rodzinnym grobie na cmentarzu w Łętowie. W pogrzebie brali udział m.in. wicemarszałek Sejmu Piotr Zgorzelski, prezes PSL Władysław Kosiniak-Kamysz, marszałek woj. mazowieckiego Adam Struzik, były premier Waldemar Pawlak i prezydent Płocka Andrzej Nowakowski.
Pośmiertnie w 2021 odznaczony Krzyżem Kawalerskim Orderu Odrodzenia Polski, Medalem Pamiątkowym „Pro Masovia” i Medalem „Za zasługi dla Ruchu Ludowego” im. Wincentego Witosa.

## Życie prywatne
Syn Andrzeja i Marzenny. Żonaty. Miał córkę i syna. Wraz z rodziną mieszkał w Wyszogrodzie.